# Contar hasta diez
Pour plus de détails, voir Fiche technique et Distribution.
Contar hasta diez (littéralement « compter jusqu'à dix ») est un film argentin réalisé par Oscar Barney Finn, sorti en 1985.

## Synopsis
Ramón recherche son frère disparu à Buenos Aires.

## Fiche technique
- Titre : Contar hasta diez
- Réalisation : Oscar Barney Finn
- Scénario : Oscar Barney Finn et Julio Orione
- Musique : Luis María Serra
- Photographie : Juan Carlos Lenardi
- Montage : Julio Di Risio
- Pays :  Argentine
- Genre : Drame
- Durée : 100 minutes
- Dates de sortie : 
  -  Argentine : 2 mai 1985

## Distribution
- Oscar Martínez
- Héctor Alterio
- Arturo Maly : Pedro Vallejos
- María Luisa Robledo
- Julia von Grolman
- Eva Franco
- Arturo Puig
- Selva Alemán
- Olga Zubarry
- China Zorrilla : l'actrice
- Osvaldo Bonet
- Arturo Bonín
- María José Demare
- Elena Tasisto
- Susana Lanteri
- Ricardo Fasan : Juan
- Jorge Marrale

## Distinctions
Le film a été présenté en sélection officielle en compétition lors de Berlinale 1985.